# Lemat Hensela
Lemat Hensela – twierdzenie w teorii liczb sformułowane przez Kurta Hensela mówiące o istnieniu rozwiązań równania wielomianowego modulo {\displaystyle p^{n}}, gdy znane są rozwiązania modulo {\displaystyle p}.

## Twierdzenie[1]
Niech {\displaystyle f(x)} będzie wielomianem o współczynnikach całkowitych oraz niech {\displaystyle p} będzie liczbą pierwszą. Jeśli istnieje taka liczba całkowita {\displaystyle a_{0}}, że 
|  |  | {\displaystyle f(a_{0})\equiv 0{\pmod {p}}} i {\displaystyle f'(a_{0})\not \equiv 0{\pmod {p}}}, |

to istnieje nieskończony ciąg {\displaystyle (a_{0},a_{1},a_{2},\dots )} liczb całkowitych spełniający dla każdego {\displaystyle n\geqslant 1} warunki
|  |  | {\displaystyle f(a_{n})\equiv 0{\pmod {p^{n+1}}}} oraz {\displaystyle a_{n}\equiv a_{n-1}{\pmod {p^{n}}}}. |

Ponadto jeśli ciąg {\displaystyle (b_{0},b_{1},b_{2},\dots )} również spełnia te warunki i {\displaystyle a_{0}\equiv b_{0}{\pmod {p}}}, to {\displaystyle a_{n}\equiv b_{n}{\pmod {p^{n+1}}}} dla każdego {\displaystyle n\geqslant 0}.

## Zastosowania

### Reszty kwadratowe modulopn{\displaystyle p^{n}}
Udowodnimy, że dla liczby pierwszej {\displaystyle p>2} oraz {\displaystyle a} niepodzielnego przez {\displaystyle p} kongruencja {\displaystyle x^{2}\equiv a{\pmod {p^{n}}}} ma rozwiązanie wtedy i tylko wtedy, gdy {\displaystyle a} jest resztą kwadratową modulo {\displaystyle p}, czyli kongruencja {\displaystyle x^{2}\equiv a{\pmod {p}}} ma rozwiązanie.
Oczywiście z {\displaystyle x^{2}\equiv a{\pmod {p^{n}}}} wynika natychmiast {\displaystyle x^{2}\equiv a{\pmod {p}}}. Aby wykazać wynikanie w drugą stronę, posłużymy się lematem Hensela. Przyjmijmy {\displaystyle f(x)=x^{2}-a}. Niech {\displaystyle x_{0}} będzie rozwiązaniem kongruencji {\displaystyle x^{2}\equiv a{\pmod {p}}}. Z założenia {\displaystyle p\nmid a} wnioskujemy, że {\displaystyle p\nmid x_{0}}. Wówczas {\displaystyle f(x_{0})=x_{0}^{2}-a\equiv 0{\pmod {p}}} oraz {\displaystyle f'(x_{0})=2x_{0}\not \equiv 0{\pmod {p}}}. Zatem spełnione są założenia lematu Hensela.
Na mocy lematu Hensela istnieje taki ciąg {\displaystyle (x_{0},x_{1},x_{2},\dots )}, że {\displaystyle f(x_{n})\equiv 0{\pmod {p^{n+1}}}}. W szczególności {\displaystyle x_{n-1}} jest rozwiązaniem kongruencji {\displaystyle x^{2}\equiv a{\pmod {p^{n}}}}. To kończy dowód.

## Liczbyp{\displaystyle p}-adyczne
Odpowiednio sformułowany lemat Hensela jest użytecznym narzędziem do rozwiązywania równań w ciałach {\displaystyle p}-adycznych. Wówczas przedstawione wzory są analogiczne do metody Newtona przybliżonego rozwiązywania równań w liczbach rzeczywistych.